# 埃弗頓 (阿肯色州)
埃弗頓（英語：Everton）是一個位於美國阿肯色州布恩縣的城鎮。根據2020年美國人口普查，該地人口為104人，而該地的面積約為1.23平方千米。

## 地理
埃弗頓的座標為36°09′14″N 92°54′29″W / 36.15389°N 92.90806°W，而該地的平均海拔高度為262米（即860英尺）。